# Diálogo de doctrina christiana

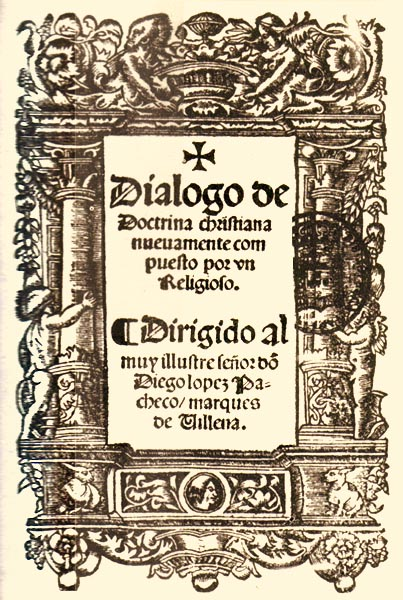
Diálogo de doctrina christiana

Il Diálogo de doctrina christiana è uno scritto a tema religioso del teologo spagnolo Juan de Valdés.
Il 14 gennaio 1529 Juan de Valdés pubblicò anonimamente il Diálogo de doctrina cristiana presso lo stampatore Miguel de Eguía, che aveva già pubblicato molti scritti di Erasmo da Rotterdam. Dedicato al suo protettore, il marchese di Villena Diego López Pacheco, il dialogo è scritto non in latino ma in castigliano, come a voler raggiungere un pubblico più ampio, con un'esposizione piana che tuttavia sottintende messaggi non ortodossi, come a voler sfuggire possibili censure. Si parla appunto di un nicodemismo di Valdes: aderisce formalmente alle tesi sostenute dall'ortodossia cattolica ma in cuor suo c'è una ricerca interiore della verità.
Il fine della vita del cristiano va ricercato nell'ottenimento della perfezione e Juan sottolinea la necessità di una corretta formazione cristiana, fondata non già sulla superstizione, ma sulle Scritture, raccogliendo un'esigenza costante di Erasmo che viene esplicitamente lodato quale « eccellente dottore e vero teologo », i cui scritti Juan esorta il lettore a leggere. 
Ottiene la maturità spirituale non necessariamente chi è un ecclesiastico ma chi « sente le cose spirituali e in esse si diletta e riposa e non dà importanza alle cose corporali ed esteriori e chi pone in Dio tutto l'amore, lo vivifica e conserva la grazia dello spirito santo, che sia celibe, sposato, chierico o frate »; lo spirito santo è il fondamento della sapienza che « si imprime e si racchiude nel nostro animo a darci fervore ed efficacia per predicare la bontà e la misericordia di Dio » ma questa sapienza è data spesso da Dio « a una vecchietta e a un idiota ed è negata a un letterato »; si obbedisce alla Chiesa solo per mantenere la pace cristiana, essendo inteso che « non siamo obbligati a servire Dio per servire la Chiesa ma serviamo la Chiesa per servire Dio ».
È stato notato come nel Diálogo si trovano intere frasi tratti dalle opere dei riformatori tedeschi, ormai proibiti nei paesi cattolici e come allora il nome di Erasmo, tollerato malgrado i sospetti che la sua opera suscitava, potesse servire al Valdés per mascherare un intento più radicale: il rifiuto di una devozione spesso ridotta a formalismo esteriore, l'esigenza di ritrovare i valori del cristianesimo delle origini, la denuncia della corruzione della Chiesa. I temi comuni dell'erasmismo, dell'alumbradismo e del luteranesimo potevano così convivere senza che l'opera potesse dirsi ispirata a un'unica fonte. 
Subito dopo la pubblicazione, il libro era stato esaminato da una commissione di teologi che non avevano rilevato errori teologici sostanziali, consentendone la ristampa e limitandosi a suggerire alcune correzioni. Tuttavia, gli arresti eseguiti in quello stesso anno e i processi a carico di diversi alumbrados portarono a far giungere agli inquisitori il nome dei due fratelli Valdés: Alfonso abbandonò la Spagna nel 1529 per assumere l'importante incarico di segretario di Carlo V, mentre Juan lasciò la Spagna per l'Italia, insieme con il rettore dell'Università di Alcalá Mateo Pascual il quale, quando ritornerà di lì a poco in Spagna, verrà arrestato dall'Inquisizione. Il Diálogo sarà inserito nel 1551, insieme con gli scritti dei riformatori e con i Colloquia di Erasmo, nel primo Indice dei libri proibiti.